# Karim El-Kerem
 (octobre 2012).
Si vous disposez d'ouvrages ou d'articles de référence ou si vous connaissez des sites web de qualité traitant du thème abordé ici, merci de compléter l'article en donnant les références utiles à sa vérifiabilité et en les liant à la section « Notes et références ».
Karim El-Kerem (né à Brooklyn, New York le 2 novembre 1987) est un acteur américain, fils unique d'une mère espagnole et d'un père égyptien. 
Karim est né à Brooklyn, New York. Sa famille a déménagé à Madrid, Espagne quand Karim avait 1 an.  Après la mort de son père quand il avait 5 ans, il a été élevé seul par sa mère. Il a décidé de se concentrer sur sa carrière d'acteur lorsque les producteurs de Física o Química lui ont donné l'occasion de jouer le rôle principal d'Isaac.

## Biographie
Il a reçu sa formation d'acteur à l'école de Juan Carlos Corazza [Où ?] et acquiert une reconnaissance grâce à sa participation à la série à succès Physique ou Chimie sur Antena 3, où il joue le rôle d'Isaac, un étudiant qui tombe amoureux de son professeur Irène (Blanca Romero (es)) avec laquelle il entretient une liaison. 
Il participe également à trois émissions du jeu télévisé Pasapalabra (adapté en français sous le titre En toutes lettres) en tant qu'invité et interprète David dans La pecera de Eva (es), campant un jeune ambitieux et plaisant en quête d'emploi dans une entreprise de restauration rapide japonaise.
Il joue le rôle de Mohammed, fils de Fatima Mansour dans La Reina del sur puis incarne le personnage du « beau jeune homme » dans le film No habrá paz para los malvados, réalisé par Enrique Urbizu et lauréat du Prix Goya du meilleur film. 
Il a aussi fait une publicité télévisée pour promouvoir la colonie[Quoi ?] Valentina Valentino Garavani, un designer.
Il fait partie de la distribution de Frágiles (es), avec Santi Millán et Ruth Nunez.